# Lammassaaret (ö i Mellersta Finland)
Lammassaaret är en ö i Finland. Den ligger i sjön Ylä-Jäppä och Ala-Jäppä och i kommunen Kinnula i den ekonomiska regionen  Saarijärvi-Viitasaari och landskapet Mellersta Finland, i den centrala delen av landet, 400 km norr om huvudstaden Helsingfors. Öns area är 0,3 hektar och dess största längd är 100 meter i sydöst-nordvästlig riktning.  Notera att namnet antyder att det är fråga om flera öar.